# Kathy Tayler
Kathy Tayler (1962) è un'ex pentatleta e conduttrice televisiva britannica.

## Palmarès
In carriera ha conseguito i seguenti risultati:
- Mondiali:

Londra 1981: oro nel pentathlon moderno a squadre.
Compiègne 1982: oro nel pentathlon moderno a squadre e bronzo individuale.